# Biryani
Le biryani (en ourdou : بریانی ; en hindi : बिरयानी ; (en pachto : بریانی ;en bengali : বিরিয়ানি ; en télougou : బిర్యాని ; en persan : بریانی ; en tamoul : பிரியாணி ; en pendjabi : ਬਿਰਿਆਨੀ ; en malayalam : ബിരിയാണി), est un plat du sous-continent indien à base de riz (en général, du riz basmati), préparé avec des épices, de la viande, des œufs ou des légumes.
Le nom est dérivé du mot persan beryā (n) (بریان) qui signifie « frit » ou « grillé ».
Le biryani a été importé au sous-continent indien par les voyageurs musulmans et les marchands. Il constituait un plat festif à la cour des empereurs moghols.
Les variantes locales de ce plat ne sont pas seulement populaires en Asie du Sud, mais également au Moyen-Orient.
En Inde, les biryanis les plus populaires sont souvent issus des communautés musulmanes, telles que celles de Lucknow (Uttar Pradesh), de Thalassery (Kerala), d'Hyderabad (Télangana), de Calcutta (Bengale), d'Ambur (Tamil Nadu) et de Bombay (Maharashtra). La version de Dindigul est la seule issue d'une communauté hindoue, les Naidus d'Andhra Pradesh.

## Ingrédients
Les variétés les plus courantes de riz utilisées pour la préparation du biryani étaient le riz brun à long grain (en Inde du Nord), le riz samba (en Inde du Sud) et le riz kaima/jeerakshala (au Kerala). Aujourd'hui, le riz basmati est celui qui est le plus utilisé.
Les épices et les condiments utilisés dans le biryani sont, sans s'y limiter : le ghee (beurre clarifié) ou du simple beurre, le cumin, la noix de muscade, le macis, le poivre, le clou de girofle, la cardamome, la cannelle, la feuille de laurier (plus souvent de laurier indien), la coriandre, la feuille de menthe, le gingembre, l'oignon et l'ail. Les variétés plus élaborées comprennent du safran.
Dans le nord de l'Inde, au Pakistan et au Bangladesh, le biryani contient de la viande. L'ingrédient principal qui accompagne les épices est la viande de bœuf, de poulet, de chevreau ou d'agneau. On y ajoute parfois des fruits secs. Dans le sud de l'Inde, des versions végétariennes y incorporent des pois, des haricots, du chou-fleur, du potiron ou d'autres légumes. Dans le Kerala, le biryani contient souvent des crevettes.
La cuisson à la vapeur (dum pukht), dans une marmite scellée, permet aux épices de conserver leur saveur.
Le plat peut être servi avec du chutney dahi ou du raïta, du korma, du curry, un plat aigre d'aubergines (brinjal), des œufs à la coque ou des œufs durs et de la salade.